# ماري أوينز (جندية)
ماري أوينز (1843-1881) جندية في الاتحاد أثناء الحرب الأهلية الأمريكية.

## الحرب الأهلية
ولدت ماري في عام 1843 في ويلز هاجرت مع والديها إلى ولاية بنسلفانيا. هربت من منزلها مع وليام إيفانز إلى مقاطعة مونتور، بنسلفانيا لتتزوجه بالرغم من عدم موافقه والديها عليه. إنضم الثنائي إلى خطوط الحرب الأهلية في كتيبة الفرسان التاسعة كأخوين، أدرجت نفسها تحت اسم جون إيفانز. بالرغم من مقتل زوجها أمامها في إحدى المعارك إلا أنها استمرت في الكتيبة ثمانية عشر شهرا بعده. اشتركت أوينز في ثلاث معارك مع كتيبتها أصيبت في كل منهما. عالجت جروحها الأولى بنفسها خشية أن يتم معرفة حقيقتها إذا ذهبت إلى المستشفى. كانت من بين تلك الجروح إصابة فوق العين اليمنى وفي الذراع. تم معرفة هويتها بعد 18 شهرا بعد إصابتها في صدرها في المعركة الثالثة.
سخرت الصحف المحلية خلال فترة الحرب من قصص مثل أوينز استوحت فيها قصص عن حب النساء لوطنهم أو لأزواجهن. تم وصف أوينز في صحيفة فرانك ليزلي المصورة بالبطلة فائقة الجمال.

## بعد الحرب
تزوجت ماري أوينز من أبراهام جنكينز، من مواليد ويلز. انتقل الثنائي إلى أوهايو، حيث عاشوا أولاً في يونجستاون ثم في مقاطعة ستارك. رزق الثنائي بأربعة أطفال. توفيت أوينز في عام 1881 ودفنت في غرب بروكفيلد، أوهايو، في حين توفي أبراهام في حادث سكة حديد في عام 1903.

## التكريم
زخرف الفرع المحلي لجيش الجمهورية الأعظم قبرها لسنوات عديدة بعد وفاتها. تمت إضافة شاهد القبر من قبل أبناء قدامى المحاربين القدامى في عام 1937 والذي أعلن خدمتها لجيش الاتحاد.

## الميراث
كانت مقاطعة كولومبيا برس في سنوات ما بعد الحرب، مهتمة بالحفاظ على حكايات الجنديات. نشروا مقالات عن ماري أوينز في عامي 1896 و 1901.

## وصلات خارجية
- السيرة الذاتية لماري أوينز
- حكاية ماري أوينز (1843–1881)
- نساء شاركت في الحرب الأهلية الأمريكية.